# Rektusdiastas

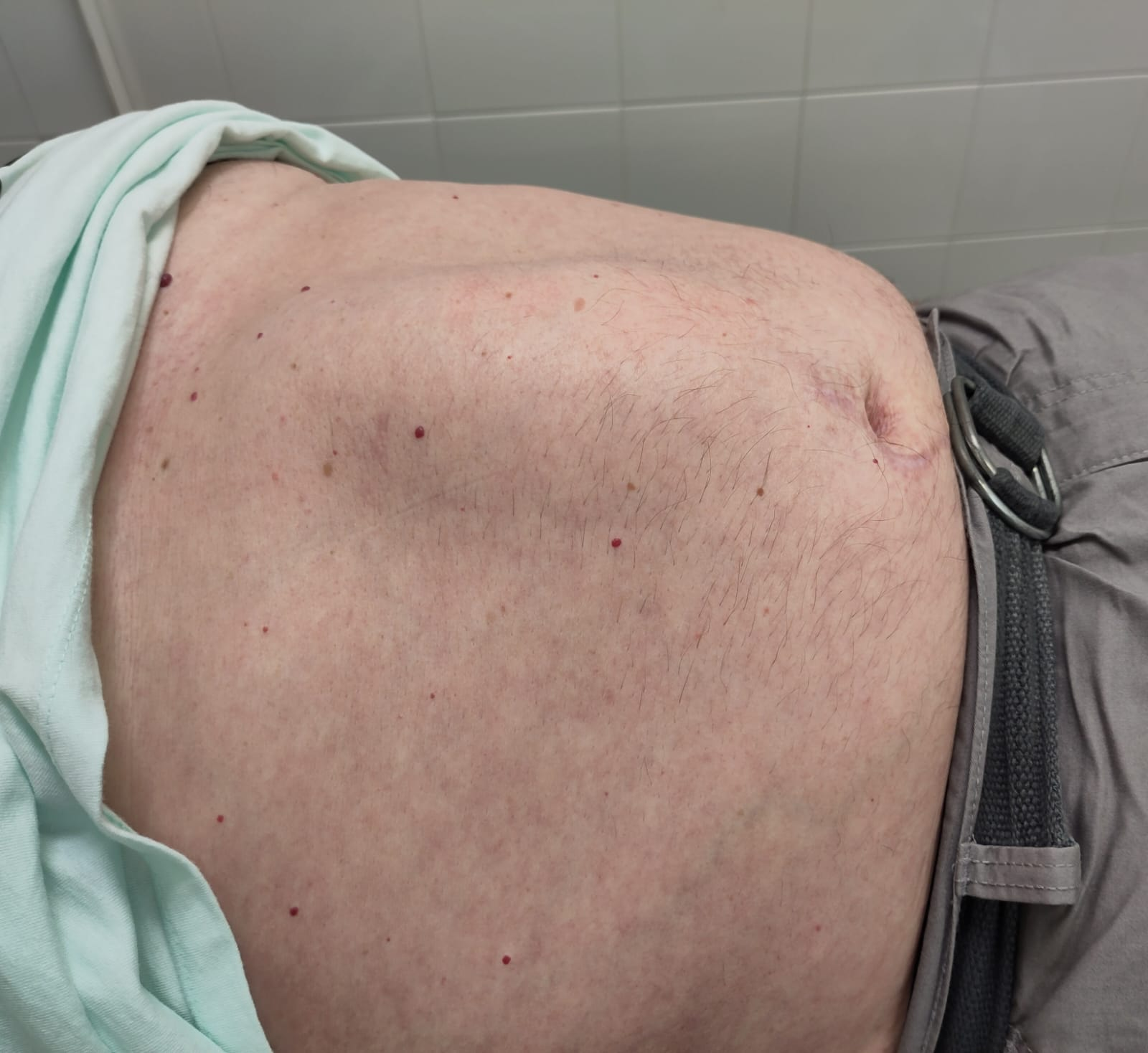

Rektusdiastas är ett tillstånd med delning eller breddökning och uttöjning av linea alba, den bindväv som binder samman den högra och vänstra sidan av rectus abdominismusklerna. Rektusdiastas kan uppträda över eller under naveln, och ibland längs hela bukens medellinje. Vid uttöjning av medellinjen i bukens övre del kan en utbuktning av bukväggen uppstå i medellinjen när magmuskulaturen spänns. I avslappnad position upplevs en försvagning eller försänkning i medellinjen.

## Anatomi
Linea alba är en bindvävsstruktur som sträcker sig hela längden av den raka magmuskeln (m. rectus abdominis) och löper från blygdbenet i bäckenet till bröstbenet och nedersta revbenen. Den förenar den högra och vänstra muskelbuken av den raka magmuskeln med varandra och håller dem på plats.
Innanför den raka magmuskeln finns den tvärgående magmuskeln (transversus abdominis), och de inre och yttre sneda magmusklerna (mm. obliquus internus och obliquus externus abdomini). Som resten av kroppens bindväv består linea alba av kollagen- och elastinfibrer. Även om elastin ger bindväven ett visst mått av elasticitet är det en relativt oeftergivlig vävnad, till skillnad från muskelfibrer som kan dra ihop sig och på så sätt skapa kroppsrörelse, därigenom bidrar linea alba till att skapa stabilitet i buken och bålen.

## Tillståndet
I de flesta sammanhang anser man att en rektusdiastas med en bredd om 2 cm eller mindre är normalt, men att en diastas över 2 cm kan vara sjuklig. Det är viktigt att understryka att en diastas bredare än 2 cm inte är ett sjukdomstillstånd i sig, och att en rektusdiastas över 2 cm inte behöver ge några besvär. Det är inte klarlagt hur stor andel av de personer som har en rektusdiastas som har symtom. Det är också oklart i vilken utsträckning det finns en koppling mellan vidden av diastasen (delning) och specifika kroppsliga symtom. Den oklara kopplingen mellan rektusdiastasens bredd och symtomen som personen upplever kan bero på att även andra faktorer påverkar, som exempelvis hur utskjutande bukväggen är (protrusionen), bukväggens töjbarhet (laxitet) samt muskelstyrkan i mage och bål. Förlossningsskador eller samsjuklighet skulle kunna påverka hur symtomen av rektusdiastas upplevs. I vilken utsträckning olika typer av samsjuklighet förekommer och hur det påverkar symtom vid rektusdiastas är ofullständigt undersökt. Symtom från buk, rygg och bäcken ger en mångfacetterad bild som kan kopplas till rektusdiastas. Enligt en nyligen publicerad systematisk sammanställning av sambandet mellan rektusdiastas och egenrapporterade symtom fanns visst stöd för samband med försämrad livskvalitet och fysisk funktion samt förekomst av buksmärta och försämrad kroppsuppfattning. Studierna visade däremot på oklara eller motstridiga resultat för samband med ländryggs- och bäckensmärta, nedsatt aktivitetsförmåga till följd av ländryggssmärta, urogenitala problem och bäckenbottenproblematik som inkontinens och framfall. Det är samtidigt viktigt att understryka att den tillgängliga kunskapen gällande symtombilden är mycket begränsad och ofta utgår från enskilda eller få studier. Flera av symtomen är ospecifika och kan ha en annan orsak, och tillståndet kan även ha en estetisk påverkan vilket ytterligare komplicerar bilden.
Vid rektusdiastas är linea alba utvidgad, men till skillnad från bukväggsbråck finns ingen defekt i bukväggens fascia där organ eller delar av organ kan protruera (puta ut) och därmed komma att täckas enbart av bukhinnan (peritoneum) och hud. Det finns inte heller någon risk, till skillnad från situationen vid bråck, att organ kan bli inklämda eller få dålig cirkulation vid rektusdiastas. Rektusdiastas leder därför inte till några livshotande tillstånd eller behov av akut behandling.

## Orsak och förekomst
Både förvärvade och genetiska faktorer har betydelse för uppkomsten av rektusdiastas. Rektusdiastas är vanligt under graviditet då linea alba mjuknar och töjs ut för att låta livmodern växa och få större utrymme. Förutom vid graviditet kan rektusdiastas uppkomma vid övervikt, symtom uppträder då framför allt i samband med kraftig viktminskning efter överviktskirurgi eller vid spontan viktnedgång. Kirurgi på grund av övervikt utförs på ungefär 5 000 personer årligen i Sverige, men det är oklart i vilken utsträckning rektusdiastas förekommer hos dessa personer. Även bukkirurgi, kollagendefekter och andra genetiska faktorer är riskfaktorer för rektusdiastas.
Även om rektusdiastas också förekommer hos män är detta undersökt i mycket begränsad omfattning, i två systematiska översikter av behandlingsstudier utgjorde män uppskattningsvis 5 respektive 10 procent av det totala antalet deltagare. En klinisk iakttagelse är att rektusdiastas hos medelålders män med bukfetma ofta inte ger några symtom och uppmärksammas i samband med bukundersökning av andra orsaker. Det finns mycket som är oklart när det gäller hur mycket av etiologin bakom rektusdiastasens uppkomst och den symtombörda som är förknippad med tillståndet som är gemensam för män och kvinnor.
Rektusdiastas uppstår som en del i en normal graviditet, med en rapporterad förekomst på 67 till 100 procent under slutet av graviditeten. Det är en kombination av faktorer som hormonella förändringar i kollagenmetabolismen, viktuppgången och det ökade intraabdominella trycket som tillsammans med ärftliga faktorer ger upphov till diastasen. Risken för att rektusdiastas uppstår ökar även med kejsarsnitt, tvillingfödslar och antalet genomgångna graviditeter. För de flesta blir inte diastasen bestående utan går helt eller delvis tillbaka efter förlossningen.
Mellan 30 och 60 procent av kvinnor som har fött barn har en rektusdiastas vid uppföljningar från fyra dagar till ett år efter förlossningen. Det är inte känt om diastasen kan gå tillbaka även när det har gått mer än ett år efter graviditeten och de hormonella förändringarna har gått tillbaka. Rektusdiastas har varit ett omtvistat tillstånd där det inte funnits samsyn i om det kan ge upphov till fysiska besvär. Det har bidragit till att det saknas en klar bild över hur stor andel av kvinnor med en bestående diastas som upplever besvär. Eftersom det föds cirka 115 000 barn per år i Sverige innebär det ändå att ett stort antal kvinnor går omkring med en bestående rektusdiastas, med eller utan besvär. Sammantaget är det rimligt att anta att den stora gruppen av personer med rektusdiastas utgörs av kvinnor som fått rektusdiastas i samband med graviditet och förlossning.

## Vård
Det finns idag bristande kunskap om tillståndet och bästa möjliga vård för tillståndet. En litteraturöversikt från Statens beredning för medicinsk och social utvärdering från 2022 fann otillräckligt underlag i den vetenskapliga litteraturen för att skatta effekt av behandling för tillståndet efter graviditet. Detta berodde framför allt på att det finns alltför få studier med låg till måttlig risk för bias, men även på att det saknas enhetlighet i vilka utfall som undersöks.

### Inledande kontakt med vården
Barnmorskor i eftervården möter i Sverige alla kvinnor efter förlossning genom mödravårdens efterkontroller. I en kartläggning som gjordes av Socialstyrelsen år 2017 pekades på behovet av stärkt hälsouppföljningen efter förlossning. I en webbaserad rapport från Sveriges Kommuner och Regioner (SKR) år 2021 anges att stora förbättringar skett för en stärkt eftervård vid graviditet och förlossning vad beträffar bäckenbottenfunktion och bristningar. SKR anger även rektusdiastas som ett område som har hamnat i skymundan och där det är angeläget att utveckla kompetensen för att minska regionala skillnader inom eftervården.
Barnmorskor som har intervjuats beskriver att det blir allt vanligare att kvinnor själva frågar om rektusdiastas i samband med kontroll efter förlossning. Kvinnorna önskar då ofta att bli undersökta och få veta av barnmorskan om det är normalt att ha en glipa mellan magmusklerna. Samma barnmorskor angav att det inte ligger inom deras kompetensområde att bedöma rektusdiastas utan att de istället hänvisar kvinnorna vidare till en fysioterapeut för en närmare undersökning.
Kvinnor med rektusdiastas som kommer till fysioterapeut är ofta hänvisade av barnmorskor eller så söker kvinnorna för något annat och rektusdiastasen upptäcks som ett bifynd under fysioterapeutens kroppsundersökning. Vanligtvis söker kvinnorna till en fysioterapeut med anledning av symtom efter graviditeten, som ländryggs- eller bäckensmärta eller urinläckage. I en del fall initieras utredning på önskemål från kvinnorna själva med anledning av symtom som de relaterar till sin rektusdiastas. I andra fall upptäcks rektusdiastas av en tillfällighet, av exempelvis barnmorskor eller fysioterapeuter, hos kvinnor som inte har besvär.

### Utredning
Det fanns 2022 inga nationella riktlinjer för vilka kvinnor som bör utredas och behandlas för rektusdiastas. I dagsläget sker utredningen av rektusdiastas oftast i primärvården.
För att kunna ge rätt behandling är det nödvändigt att göra en noggrann utredning som innefattar patientens anamnes och en ordentlig kroppsundersökning. I vissa fall kan ytterligare radiologisk eller endoskopisk utredning behövas för att utesluta exempelvis sjukdom i mage eller tarm, eller andra orsaker till exempelvis ländryggssmärta.
Exempel på symtom som kan ha olika genes är till exempel diffusa bukbesvär, ryggsmärta, nedsatt magmuskelstyrka samt instabilitetskänsla och obehag i bålen. Om andra orsaker till besvären kan uteslutas får man anse att rektusdiastasen har betydelse för symtomen.
Det oklara kunskapsläget om vilka symtom som kan relateras till förekomst av rektusdiastas, samt i vilken grad symtomen kan korreleras till bredden på diastasen, försvårar både den kliniska bedömningen och att utarbeta riktlinjer för utredning och behandling av tillståndet. Det kan också vara svårt att avgöra vilka patienter som har nytta av kirurgisk behandling.

### Diagnostik
Det finns flera olika metoder för att diagnostisera rektusdiastas som används i varierande grad i klinisk praktik. För närvarande finns det få studier som utvärderar olika metoder för mätning av rektusdiastas och det vetenskapliga underlaget är begränsat när det gäller vilken metod eller metoder som är mest tillförlitliga. Ultraljud är den metoden som är bäst undersökt avseende reliabilitet. Faktorer som tillgänglighet, kostnad och kunskap om olika metoder avgör ofta vilken metod som används.
Ett vanligt sätt att diagnostisera förekomst av rektusdiastas är att skatta diastasens vidd genom att använda fingersbredder. En fördel med denna mätmetod är att den är enkel att utföra och inte kräver några instrument, den är därför vanligt förekommande i kliniken. En uppenbar nackdel är att metoden ger en grov och något osäker uppskattning av bredden på en diastas. Andra liknande sätt att mäta diastasen är att palpera kanterna på den raka magmuskelns muskelbukar och därefter mäta avståndet med måttband eller skjutmått [23] [24]. Bilddiagnostik som ultraljud, datortomografi eller magnetkamera kan användas i de fall muskelkanterna är svår att palpera.
Nackdelar med dessa mer avancerade metoder är deras tillgänglighet och kostnad, framför allt när det gäller datortomografi och magnetkamera. Bilddiagnostik används oftast inom specialistvården i samband med preoperativ kartläggning av mer komplicerade tillstånd som exempelvis större bukväggsbråck i kombination med rektusdiastas eller då andra tillstånd behöver uteslutas.

### Behandling
Inom svensk sjukvård finns idag inget etablerat behandlingsprogram för rektusdiastas. Rektusdiastas behandlas i första hand med icke-invasiva metoder som träningsprogram och andra former av fysioterapi. Kirurgi ses i vissa fall som ett behandlingsalternativ när träning inte gett önskad effekt. Eftersom kirurgi är förknippat med högre risker än fysioterapeutisk behandling och är mer resurskrävande är det inte ett förstahandsalternativ vid behandling.

#### Fysioterapeutiska behandlingsmetoder
Fysioterapeuter i svensk primärvård beskriver att de i brist på riktlinjer utgår ifrån individuella fynd vid kroppsundersökning och baserar behandlingen på dessa. I den vetenskapliga litteraturen finns ett flertal övningar och träningsprogram samt manuella tekniker för behandling vid rektusdiastas beskrivna. Ofta avser man att minska glipan mellan raka magmuskelns två muskelbukar, men hur träningsprogrammen är utformade varierar mellan olika studier. Vanligtvis innefattar träningsprogrammen olika former av mag- och bålövningar, med fokus på aktivering av den tvärgående magmuskeln eller den raka magmuskeln och de sneda magmusklerna. Ibland har träning även syftat till att stärka bäckenbottenmuskulaturen.
Bland fysioterapeuter finns olika uppfattning om vad som är lämpliga respektive olämpliga övningar för kvinnor med rektusdiastas. Detta gäller i synnerhet de vanligt förekommande övningarna som involverar tvärgående magmuskeln och raka magmuskeln. Det finns en uppfattning att övningar som har fokus på den tvärgående magmuskeln är att föredra och att aktivering av raka magmuskeln, till exempel genom sit-ups, är olämpligt eftersom det ökar slacket mellan muskelbukarna och ökar utbuktningen av diastasen. Andra menar att övningar med fokus på raka magmuskeln inte är skadliga eller till och med är att föredra, för att det verkar sammandragande på diastasen och därigenom minskar avståndet mellan muskelbukarna.
Manuella tekniker har använts i kombination med magmuskelaktivering, framför allt Nobels teknik. Nobels teknik innebär att en person, exempelvis en fysioterapeut, med sina händer för ihop den raka magmuskelns två muskelbukar i riktning mot medellinjen. Samtidigt utför patienten själv en halv ”sit-up” som ger en kontraktion i längdriktningen av samma muskel. På motsvarande sätt har olika former av stödjande korsett eller lindning och tejpning använts för att manuellt minska glipan mellan muskelbukarna. Detta har gjorts både som ett stöd för att underlätta övningar under träning, men även för att på mekanisk väg stabilisera bålen och föra ihop rektusdiastasen i vardagen utan att det sker i samband med träning.

#### Kirurgiska behandlingsmetoder
En mindre andel av personer med rektusdiastas blir inte symtomfria av fysioterapeutisk behandling och har så svåra besvär att kirurgisk behandling är aktuell. De blir oftast remitterade till slutenvården av läkare inom primärvården eller söker via egen vårdbegäran.
Syftet med kirurgisk behandling av rektusdiastas är att återskapa den anatomiska positionen för den raka magmuskelns två muskelbukar och därigenom också återställa muskelfunktionen. Vanligen läggs ett tvärsnitt ovan blygdbenet och linea alba sys ihop med en fortlöpande sutur. En rad olika operationstekniker och variationer på dessa finns beskrivna i den vetenskapliga litteraturen. Personer med rektusdiastas opereras både av plastikkirurger och allmänkirurger.
För patienter som genomgår operationer av främre bukväggsbråck (ventrala bråck) kan även rektusdiastasen åtgärdas. Vid operationen förstärks ofta bukväggen med ett syntetiskt nät som måste överlappa både bråcket och diastasen. Bukväggen försluts sedan i sin helhet, vilket medför att rektusdiastasen också åtgärdas. Rektusdiastas kan även korrigeras i samband med bukplastik.
Operation av rektusdiastas i sig ersätts vanligtvis inte med offentliga medel och därför behandlas få personer för enbart rektusdiastas inom den offentliga finansierade vården. Det är därför rimligt att anta att en betydande andel av de personer som genomgår en kirurgisk korrektion av rektusdiastas opereras på annan indikation eller utanför den offentligt finansierade vården, men samlad information om hur utbrett det är saknas.

## Samhällskonsekvenser
Eftersom det saknas ett vetenskapligt stöd för hur sjukvården bör omhänderta tillståndet, finns det en osäkerhet inom offentligt finansierad sjukvård om när rektusdiastas är ett problem som bör behandlas. Detta har sannolikt bidragit till att en del kvinnor som sökt till sjukvården för rektusdiastas har känt sig förbisedda eller inte tagna på allvar. Avsaknaden av stöd är även en utmaning för vårdgivare som har att hantera den nu rådande situationen. Av den anledningen har kunskapsstöd, som i olika utsträckning lutar sig mot beprövad erfarenhet, tagits fram för att ge vägledning och driva frågan framåt. European Hernia Society (EHS) publicerade nyligen egna riktlinjer vid behandling av rektusdiastas. Ur ett svenskt perspektiv kan särskilt nämnas det arbete som gjorts inom Svensk Kirurgisk Förening och Svensk Förening för Innovativ Kirurgisk Teknologi som publicerades under år 2020.
Register är ofta en viktig källa till information för kvalitetsförbättringsarbete och vid utformning av riktlinjer. Fram till år 2020 har rektusdiastas registrerats under ICD-10-koden M62.0 ”Muskeldiastas” i det nationella patientregistret. Eftersom denna kod även omfattar andra diagnoser än just abdominell rektusdiastas är det svårt att urskilja personer med rektusdiastas från personer med andra diagnoser. Det gör det svårt att få en samlad bild över omfattningen av hur många som söker vård för rektusdiastas och de besvär som personer med rektusdiastas söker för. I januari 2020 infördes en specifik ICD-10-kod för abdominell rektusdiastas (M62.0A), men den har hittills använts sparsamt vid rapportering. Vid inrapportering till Kvalitetsregistret för svenska bukväggsbråck används inte ICD-10-koder, istället får rapportören ange att registreringen gäller rektusdiastas. Under perioden 2015–2019 rapporterade enheter från 6 av landets 21 landsting in operationer för rektusdiastas till kvalitetsregistret . I registret finns uppgifter om totalt 188 operationer för rektusdiastas under perioden, varav 92 procent utfördes på kvinnor. Enligt kvalitetsregistrets årsrapport 2019 är registrets täckningsgrad låg men har ökat från 10 procent år 2015 till 50 procent år 2018. För 15 regioner saknas inrapportering för rektusdiastas. Detta ger en osäkerhet i antalet personer som opereras för rektusdiastas, men kan tyda på att det finns en variation mellan regioner. Inga privata aktörer är för tillfället anslutna till registret.
Sammanfattningsvis finns det idag inga enhetliga rekommendationer för omhändertagandet av rektusdiastas efter graviditet, något som har efterfrågats både från fysioterapeuter och barnmorskor i svensk primärvård samt från specialistsjukvården (kirurgi) och från patienthåll. Sådana rekommendationer skulle kunna ge ett stöd för vårdgivarna i deras bedömning och förbättrad likvärdighet i tillgång till vård och behandling. I det sammanhanget är det även angeläget att utvärdera det vetenskapliga stödet för behandlingsmetoder, som underlag för vidare arbete om hur omhändertagandet och behandling av rektusdiastas bör se ut.